# Harrison (Arkansas)
Pour les articles homonymes, voir Harrison.
Harrison est une ville située dans le comté de Boone, en Arkansas.

## Politique et administration
Le Ku Klux Klan possède son quartier général secret à Zinc, à 30 km au nord de la ville et sponsorise des affiches prônant la suprématie blanche. La ville est quasiment entièrement blanche car les Afro-Américains ont été chassés de la ville en 1905 et en 1909. La ville est considérée par de nombreux médias comme étant la « ville la plus raciste des États-Unis ».

## Population et société

### Démographie
Au dernier recensement en 2010, la ville avait une population de 12 943 habitants.

#### Évolution du nombre d'habitants
| 1880 | 1890  | 1900  | 1910  | 1920  | 1930  | 1940  | 1950  |
| ---- | ----- | ----- | ----- | ----- | ----- | ----- | ----- |
| 582  | 1 438 | 1 551 | 1 602 | 3 477 | 3 626 | 4 238 | 5 542 |

| 1960  | 1970  | 1980  | 1990  | 2000   | 2010   | 2020   | - |
| ----- | ----- | ----- | ----- | ------ | ------ | ------ | - |
| 6 580 | 7 239 | 9 567 | 9 922 | 12 152 | 12 943 | 13 069 | - |

#### Répartition ethnique
| Groupe          | Harrison | Arkansas | États-Unis |
| --------------- | -------- | -------- | ---------- |
| Blancs          | 96,2     | 77,0     | 72,4       |
| Métis           | 1,6      | 2,0      | 2,9        |
| Amérindiens     | 0,7      | 0,8      | 0,9        |
| Asiatiques      | 0,7      | 1,2      | 4,8        |
| Autres          | 0,5      | 3,6      | 6,4        |
| Afro-Américains | 0,3      | 15,4     | 12,6       |
| Total           | 100,0    | 100,0    | 100,0      |
| Hispaniques     | 2,2      | 6,4      | 16,7       |

### Langues
Selon l'American Community Survey, pour la période 2011-2015, 94,56 % de la population âgée de plus de 5 ans déclare parler l'anglais à la maison, 1,52 % l’espagnol et 3,76 % une autre langue.